# Bensafrim e Barão de São João
Bensafrim e Barão de São João est une paroisse civile portugaise (en portugais : freguesia) de la municipalité de Lagos en Algarve.
Son nom officiel est União das freguesias de Bensafrim e Barão de São João. Elle est créée par la loi no 11-A/2013 du 28 janvier 2013 portant réorganisation administrative du territoire des freguesias, en fusionnant Bensafrim et Barão de São João. Son siège est à Bensafrim.
Lors du recensement de 2021, Bensafrim e Barão de São João compte 2 445 habitants.